# Alexander Malec
Alexander B. Malec (geboren am 20. Mai 1929 in Detroit, Michigan; gestorben am 20. Januar 2014 in Niagara Falls, New York) war ein amerikanischer Science-Fiction-Autor. Er verfasste ein Dutzend Kurzgeschichten, die gesammelt 1967 bei Doubleday erschienen. Die Sammlung wurde unter dem Titel Sperrzone Mond ins Deutsche übersetzt.
Die erste von ihm 1964 veröffentlichte Erzählung Project Inhumane wurde von Judith Merril 1966 in die Anthologie 11th Annual Edition: The Year’s Best S-F aufgenommen.

## Bibliografie
Sammlung
- Extrapolasis (1967)
  - Deutsch: Sperrzone Mond. Übersetzt von Norbert Wölfl. Goldmanns Weltraumtaschenbücher #121, 1970. 2. Auflage: 1974, ISBN 3-442-23121-3.

Kurzgeschichten
- Project Inhumane (1964)
- Matayama (1966)
- 10:01 A.M. (1966)
- Diehl (1967)
- Landmark (1967)
- Monsignor Primo Macinno (1967)
- Once Was (1967)
- Opaxtl (1967) also appeared as:
  - Deutsch: Opaxtl. Übersetzt von Norbert Wölfl. In: Michael Görden (Hrsg.): Die Zukunft spinnt. Goldmann Science Fiction #23499, 1987, ISBN 3-442-23499-9.
- Proof Positive (1967)
- Remote Incident (1967)
- Thing-Thing (1967)
- … To Relieve the Sanity (1967)